# 岩村田町
岩村田町（いわむらだまち）は、かつて長野県北佐久郡にあった町。現在の佐久市の北部中央、北陸新幹線・佐久平駅の周辺にあたる。
江戸時代には中山道の宿場町（岩村田宿）、岩村田藩の陣屋町（岩村田陣屋）として発展した。
大正時代には、町内に郡役所を始め裁判所、税務署、営林署、長野種馬所などの官公庁があり、住民は北佐久郡の首都たる誇りを持っていた。

## 地理
- 河川：湯川
- 湖沼：仙禄湖（廃止時点で建設中）

## 歴史
- 1889年（明治22年）4月1日 - 町村制の施行により、北佐久郡岩村田町・猿久保村・長土呂村の区域をもって岩村田町が発足。
- 1926年（大正15年）7月18日 - 警廃事件発生。警察署の統廃合に反対する町住民が長野市に押しかけ、抗議運動を行う[2]。
- 1954年（昭和29年）12月10日 - 北佐久郡高瀬村・中佐都村・平根村と新設合併して浅間町が発足。同日岩村田町廃止。

## 交通

### 鉄道路線
- 日本国有鉄道
  - 小海線：岩村田駅 - 中佐都駅

現在は上記両駅の間に北陸新幹線・小海線の佐久平駅が所在するが、当時は未開業。

### 道路
- 国道141号
- 中山道

現在は旧町域に上信越自動車道の佐久インターチェンジが所在するが、当時は未開通。